# Film finlandesi proposti per l'Oscar al miglior film straniero
Nel corso degli anni, solo un film finlandese è stato candidato al Premio Oscar nella categoria miglior film straniero: L'uomo senza passato di Aki Kaurismäki. 
Il regista era già stato selezionato nel 1996 con Nuvole in viaggio e poi nel 2006 con Le luci della sera: in entrambe queste occasioni il regista ha ritirato il film dalla competizione; in seguito è stato selezionato anche per Miracolo a Le Havre. Sono quattro i film di Klaus Härö selezionati, l'ultimo dei quali nel 2016 nella short list di gennaio.
| Anno | Film                                                          | Regia                                  | Risultato     |
| ---- | ------------------------------------------------------------- | -------------------------------------- | ------------- |
| 1974 | Maa on syntinen laulu                                         | Rauni Mollberg                         | Non candidato |
| 1981 | Tulipää                                                       | Pirjo Honkasalo e Pekka Lehto          | Non candidato |
| 1982 | Il segno della bestia (Pedon merkki)                          | Jaakko Pakkasvirta                     | Non candidato |
| 1985 | Pessi ja Illusia                                              | Heikki Partanen                        | Non candidato |
| 1987 | Tuntematon sotilas                                            | Rauni Mollberg                         | Non candidato |
| 1988 | Lumikuningatar                                                | Päivi Hartzell                         | Non candidato |
| 1991 | Talvisota                                                     | Pekka Parikka                          | Non candidato |
| 1995 | Ripa ruostuu                                                  | Christian Lindblad                     | Non candidato |
| 1996 | Kivenpyörittäjän kylä                                         | Markku Pölönen                         | Non candidato |
| 1997 | Nuvole in viaggio (Kauas pilvet karkaavat)                    | Aki Kaurismäki                         | Squalificato  |
| 1998 | Il collezionista (Neitoperho)                                 | Auli Mantila                           | Non candidato |
| 1999 | Kuningasjätkä                                                 | Markku Pölönen                         | Non candidato |
| 2000 | Häjyt                                                         | Aleksi Mäkelä                          | Non candidato |
| 2001 | Seitsemän laulua tundralta                                    | Anastasia Lapsui e Markku Lehmuskallio | Non candidato |
| 2002 | Joki                                                          | Jarmo Lampela                          | Non candidato |
| 2003 | L'uomo senza passato (Mies vailla menneisyyttä)               | Aki Kaurismäki                         | Candidato     |
| 2004 | Elina (Elina - Som om jag inte fanns)                         | Klaus Härö                             | Non candidato |
| 2005 | Lapsia ja aikuisia - Kuinka niitä tehdään?                    | Aleksi Salmenperä                      | Non candidato |
| 2006 | Due madri per Eero (Äideistä parhain)                         | Klaus Härö                             | Non candidato |
| 2007 | Le luci della sera (Laitakaupungin valot)                     | Aki Kaurismäki                         | Ritirato      |
| 2008 | Un lavoro da uomo (Miehen työ)                                | Aleksi Salmenperä                      | Non candidato |
| 2009 | Tummien perhosten koti                                        | Dome Karukoski                         | Non candidato |
| 2010 | Postia pappi Jaakobille                                       | Klaus Härö                             | Non candidato |
| 2011 | Miesten vuoro                                                 | Joonas Berghäll                        | Non candidato |
| 2012 | Miracolo a Le Havre (Le Havre)                                | Aki Kaurismäki                         | Non candidato |
| 2013 | Puhdistus                                                     | Antti Jokinen                          | Non candidato |
| 2014 | Lärjungen                                                     | Ulrika Bengts                          | Non candidato |
| 2015 | Betoniyö                                                      | Pirjo Honkasalo                        | Non candidato |
| 2016 | Miekkailija                                                   | Klaus Härö                             | Short-list    |
| 2017 | La vera storia di Olli Mäki (Hymyilevä mies)                  | Juho Kuosmanen                         | Non candidato |
| 2018 | Tom of Finland                                                | Dome Karukoski                         | Non candidato |
| 2019 | Armomurhaaja                                                  | Teemu Nikki                            | Non candidato |
| 2020 | Hölmö nuori sydän                                             | Selma Vilhunen                         | Non candidato |
| 2021 | Tove                                                          | Zaida Bergroth                         | Non candidato |
| 2022 | Scompartimento n. 6 - In viaggio con il destino (Hytti nro 6) | Juho Kuosmanen                         | Short-list    |
| 2023 | Girl Girl Girl - Amore, sesso e frullati (Tytöt tytöt tytöt)  | Alli Haapasalo                         | Non candidato |
| 2024 | Foglie al vento (Kuolleet lehdet)                             | Aki Kaurismäki                         | Short-list    |
| 2025 | Mummola                                                       | Tia Kouvo                              | Non candidato |

| Non candidato | Il film è stato proposto dalla Finlandia, ma non è stato candidato dall'Academy of Motion Picture Arts and Sciences. |
| Short-list    | Il film è entrato nella "short-list" stilata a gennaio dei nove candidati per l'Oscar al miglior film straniero.     |
| Candidato     | Il film è entrato a far parte dei cinque candidati per l'Oscar al miglior film straniero.                            |
| Vincitore     | Il film ha vinto l'Oscar al miglior film straniero.                                                                  |